# Tríptico da Igreja de Nossa Senhora do Pópulo
O Tríptico da Igreja de Nossa Senhora do Pópulo  é um tríptico de pinturas a óleo sobre madeira de cerca de 1510-1515 de pintor português de que se desconhece a identidade e que se encontra actualmente, onde se julga que sempre esteve, a decorar a Igreja de Nossa Senhora do Pópulo, em Caldas da Rainha.
Para Pedro Dias e Vítor Serrão o Tríptico da Nossa Senhora do Pópulo que encima o arco triunfal manuelino da Igreja é uma obra-prima da pintura portuguesa de todos os tempos datando-a de 1510-15. Consideram que constitui um caso ímpar de solução estética, concebida com perfeita integração no espaço, tendo o seu autor, decerto um artista cosmopolita, resolvido a colocação com extraordinária finura, já dentro de moldes clássico-renascentistas, apresentando inegáveis afinidades de estilo com as obras reunidas sob o epíteto de Mestre da Lourinhã, ou seja um erudito artista do círculo intelectual da rainha D. Leonor, a quem se deve a encomenda da obra.:129
Ainda para estes autores, o lindíssimo Tríptico da Nossa Senhora do Pópulo constitui uma excepção ao  trabalho de parceria, que era habitual na época, atendendo à perfeita unidade conceptual, de desenho, composição, sentimento cromático e enquadramento de espaços e planos que emerge desse Tríptico encomendado pela rainha D. Leonor.
Mas para Manuel Batoréo a obra não é atribuível ao Mestre da Lourinhã.:149 Por comparação estilística, e apenas em termos compositivos, Batoréo considera que o Tríptico foi obra executada na oficina do Mestre do Retábulo da Igreja de Jesus de Setúbal que tem sido identificado com o pintor régio Jorge Afonso. Batoréo refere no entanto que há aspectos compositivos que sugerem a comparação também com Cristóvão de Figueiredo que trabalhou igualmente para a rainha D. Leonor. Para Batoréo os aspectos compositivos mais evidentes que sugerem esta comparação com Cristóvão de Figueiredo encontram-se no painel Deposição do Túmulo e o equivalente do Políptico do Mosteiro de Santa Cruz e no Exalçamento da Cruz deste último políptico onde os grupos pintados à direita se assemelham fortemente aos do painel da esquerda do Tríptico das Caldas da Rainha.:158-159

## Descrição
O Tríptico da Paixão de Nossa Senhora do Pópulo tem motivado o interesse de investigadores, quanto à sua autoria e localização original. O Tríptico é constituido por três painéis, Caminho do Calvário, Calvário e Deposição no Túmulo suportado numa moldura flamejante de talha dourada que inclui escudo real ao centro e um grande baldaquino sobre a tábua central.
Segundo Malkiel-Jirmounsky, a composição baseia-se num princípio triangular. Em cada um dos três painéis as figuras estão dispostas em linhas de força diagonais, ora cruzadas, ora unindo-se em determinados ângulos. As massas repartem-se em manchas indivisíveis onde cada pormenor parece indispensável. O ritmo do movimento dos três painéis constitui um conjunto de uma unidade perfeita em que os efeitos de contra-luz são surpreendentes.
Ainda segundo Jirmounsky, o Tríptico da Paixão obedece a medidas com regularidade e precisão absolutas, em que, como nos grandes mestres italianos do século XVI, a Proporção áurea, a sectio divina dos antigos, orienta as dimensões e a composição de todo o conjunto.
Vítor Serrão refere que os valores plásticos do Tríptico adquirem uma importância fascinante, na serena transparência da atmosfera pictórica, no intenso dramatismo que exala do seu tema, na vigorosa evocação da realidade em figuras, gestos, adereços e perspectivas de fundo. Ainda para este autor, harmonizado com o grande arco manuelino onde está colocado, impressiona a força que as pinturas projectam, pela perícia do desenho, pela magia do colorido vibrante, pelo sentido perfeito da perspectiva e sobretudo pela unidade composicional do conjunto. 

### Caminho do Calvário
Para Jirmounsky, no painel da esquerda, Caminho do Calvário, as figuras movem-se segundo diagonais paralelas à moldura, subindo da esquerda para a direita, partindo este autor do princípio que a moldura actual é a original, ou seja, que as pinturas foram concebidas para a situação actual.
Contrapõe Batoréo que se esta pintura, no seu estado actual, pode indiciar um movimento ascendente da esquerda para a direita, não parece coerente que a composição apresente outras linhas de força em sentido exactamente contrário como são o braço horizontal da cruz e a posição das lanças dos soldados e os edifícios que estão à esquerda.
Batoréo encontra semelhanças entre este painel e a pintura equivalente do Retábulo da Igreja de Setúbal em que a perspectiva é a mesma com alguns elementos de composição iguais como a posição de Cristo e a de Simão de Cirene. Na pintura de Setúbal ao fundo à esquerda há uma edificação a enquadrar a cena que corresponde à que se encontra neste Tríptico, mas neste caso menos bem executada e que a actual moldura encobre.:159

### Calvário
Esta composição central, de formato quadrangular, ainda segundo Jirmounsky, é composta de dois grupos dispostos nos lados de um triângulo dividido na vertical ao centro pela cruz. Os dois grupos dispõem-se segundo diagonais de direcções opostas. O grupo da esquerda, o das Santas Mulheres e S. João, é tratado à maneira impressionista confundindo-se com as montanhas em fundo. Na diagonal do lado direito, os soldados são tratados de modo realista lembrando a arte de Giambattista Moroni.
Contrapõe Batoréo referindo que se é indiscutível que a figura de Cristo define uma linha central, à semelhança das pinturas coetâneas sobre o mesmo tema, não é possível confirmar que os soldados representados estejam dispostos de modo a obedecer ao traçado do lado de um triângulo correspondente ao alinhamento das figuras da direita.
Batoréo considera indiscutível a semelhança entre este painel e o Calvário do Retábulo da Igreja de Setúbal designadamente a posição de Cristo e a de Maria Madalena, e as duas figuras a pé do lado direito têm igual relação, e no grupo da esquerda as cabeças visíveis são similares nas duas pinturas. Ainda para Batoréo, é surpreendente o total apagamento da figura da Virgem Maria na obra das Caldas da Rainha, pois desapareceu a camada cromática na zona onde em princípio se encontraria, resultado provável de intervenção pós-Concílio de Trento, como sucedeu no Calvário de Setúbal em que a Virgem Maria mesmo estando de pé poderia apresentar maior expressão de desfalecimento.:159

### Deposição no Túmulo
Para Jirmounsky, este painel da direita do Tríptico é igualmente composto segundo diagonais paralelas à moldura, mas dispondo-se em sentido contrário, ou seja, inclinadas da esquerda para a direita. O eixo central desta pintura corresponde às cabeças das Santas Mulheres e desce prolongando-se até à cabeça de Cristo.
Contrapõe Batoréo que nesta pintura as paralelas que enquadram o rosto da Santa Mulheres no canto superior esquerdo só muito forçadamente incluem as restantes, indo cortar o rosto da Virgem Maria e cair abaixo do queixo de Cristo. E refere ainda Batoréo que a horizontalidade do túmulo e a verticalidade das árvores contrariam a ideia de Jirmounsky.

## Localização doTrípticona Igreja
A localização actual foi considerada a original por Myron Malkiel-Jirmounsky e Vítor Serrão e aceite pela generalidade dos estudiosos.:149
Para Vítor Serrão, o Tríptico encontra-se harmonizado com o grande arco manuelino onde está colocado, arco que simula as dobras de uma cortina, conservando-se no local para onde foi originalmente concebido, e estando preservada a magnífica estrutura de marcenaria com fímbrias de lisas e enrolados, com o escudo de armas reais ao centro, e o grande dossel flamejante no remate, constituindo na estrutura inicial do templo o objecto fulcral da decoração interior.
Mas para José C. Vieira da Silva, seguindo uma ideia de Artur Nobre de Gusmão, o Tríptico foi concebido originalmente para o altar da Igreja e não para o arco onde está actualmente. Segundo Vieira da Silva, a colocação sobre o arco do triunfo levanta sérios problemas o que o leva a considerar não ter sido o seu local primitivo. O lugar usual destinado aos retábulos era junto ao altar e o Tríptico das Caldas não fugiria a essa regra. Entre os problemas, a localização no altar permitira compreender melhor o posicionamento e o tamanho das primitivas janelas da capela-mor, pois a sua reduzida dimensão e a pouca altura a que estão situadas entender-se-iam melhor se destinados à iluminação do Tríptico.
Também para Manuel Batoréo, o Tríptico não se encontra no local original tendo sido cortado para se adaptar à nova moldura, o que será confirmado por um relato de 1888 de dois viajantes espanhóis que afirmam que o Tríptico deve ser o retábulo primitivo do século XVI que foi substituido pelo actual no século XVIII, baseados na forma geral da obra, nos temas, na dificuldade com que o mutilaram para o adaptar de um modo grosseiro às curvas do arco, na moldura dourada da parte inferior cuja data seria para eles evidentemente recente.:157

## Moldura
Quanto aos aspectos materiais do Tríptico, Batoréo salienta desde logo que a aplicação da moldura ao local actual implicou a destruição e posterior reconstrução, bastante fraca, do pináculo do arco triunfal manuelino, o que para este autor é incompreensível se o Tríptico tivesse sido pensado desde o início para este arco, pois não haveria decerto de ferir os elementos estruturais do arco que já estava realizado em 1508.:155
Batoréo refere depois que na moldura dos três painéis se verifica a junção forçada de elementos muito semelhantes a emendas, diversos pontos de acabamento deficiente, e que no caso da pintura central, o Calvário, existe um remendo metálico na zona do pináculo que está encoberto pelo escudo real, peça esta que para Batoréo está toscamente executada.:155-156
Conclui Batoréo que o tosco trabalho de marcenaria, com múltiplas imperfeições, não seria o assentamento original das pinturas, pois seria inadmissível o ocorrência de remendos numa obra daquele estatuto.:156
Ainda no que respeita à estrutura de suporte das pinturas, Batoréo identifica uma incongruência que considera óbvia. Nos retábulos da época, quando dotados de guarda-pó ou baldaquino, este servia efectivamente para proteger o conjunto, como por exemplo no Políptico da Capela-mor da Sé do Funchal, enquanto que o dossel que encima o painel central deste Tríptico se apresenta como uma solução meramente decorativa, sem função operativa, donde se deduzir que será de época posterior ao da realização das pinturas, apontando Batoréo para ter sido realizado no século XIX, mas cuja confirmação apenas será possível com a desmontagem do Tríptico.:156
Outra prova aduzida por Batoréo de que a moldura não é a original decorre da evidência de cortes em algumas tábuas que se podem ver nas fotos das pinturas quando estiveram fora da moldura que Myron Malkiel-Jirmounski utilizou quando publicou o seu estudo Pintura à sombra dos Mosteiros.:156
O exame a infravermelhos do painel central evidencia, no canto superior esquerdo, uma mancha onde não há qualquer pintura, a não ser a trave da cruz e, acima desta, encoberta pela moldura, existe uma estrutura arquitectónica que apenas é revelada na foto publicada por Jirmounsky, o que para Batoréo é mais uma prova de que a moldura actual não é a original.:157

## História
Em documento de 1521 encontrado por Vítor Serrão refere-se o pagamento de 140 reais ao carpinteiro Pero Anes por em três dias ter feito andaimes e despregado os retábulos em cruzeiro da igreja, o que terá significado o apeamento temporário do Tríptico, enquanto decorriam obras na cobertura da Igreja.:152
Em outro documento de 1538 sabe-se que foram limpos e reformados todos os retábulos da Igreja do Hospital de N.ª S.ª do Pópulo, o que leva Batoréo a inferir que havia naquela Igreja mais obras de pintura para além do Tríptico.:152
Cerca de um século mais tarde, por documento de 23 de Janeiro de 1639 é encomendado a marceneiros escultores um retábulo para aquela igreja tendo sido pagos cem mil reais com o retábulo que se fez de novo para o altar-mor da Igreja, havendo quanto a esta expressão de "fazer de novo" uma diferença de interpretação entre Vítor Serrão e Manuel Batoréo, pois que enquanto o primeiro considera que antes o altar não tinha retábulo nenhum, e por esta encomenda teria sido executado um primeiro retábulo para o altar, para Batoréo a expressão significa que já havia um retábulo na Igreja, que seria o Tríptico, e que este seria substituido enquanto retábulo do altar por um novo feito de acordo com a encomenda de 1639.:152-153

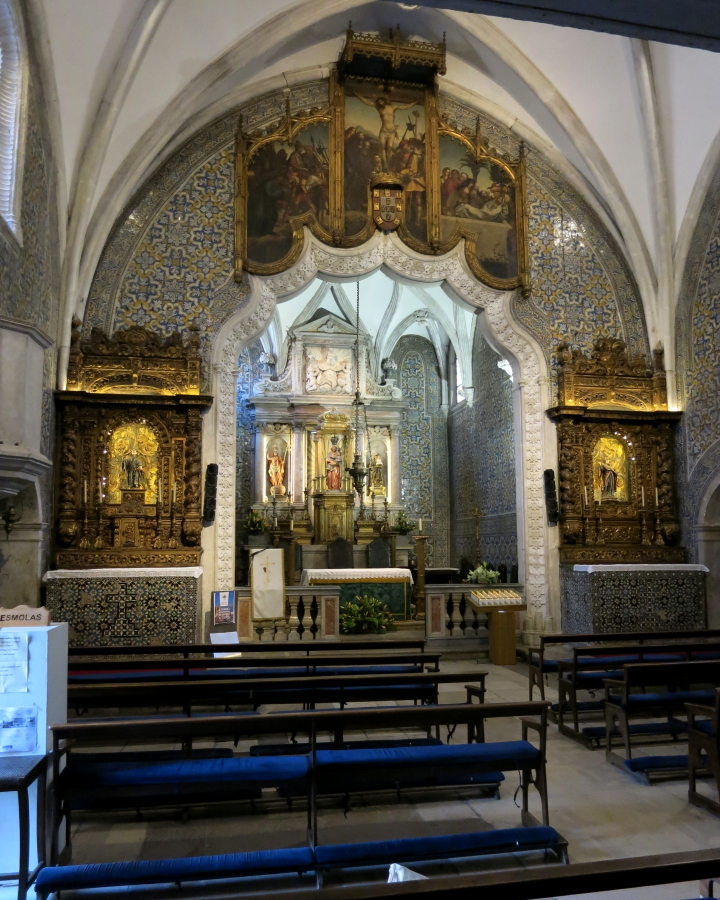
O Tríptico da Paixão no arco manuelino da Igreja de Nossa Senhora do Pópulo, Caldas da Rainha

Batoréo obteve infravermelhos do conjunto de cuja análise conclui a existência de profundas lacunas da camada cromática, designadamente no painel central, o que indica ter havido repintes, que julga terem ocorrido quando da apresentação da obra na exposição Os Primitivos Portugueses, em 1940, ou na exposição de arte portuguesa na Royal Academy de Londres, em 1955.:157

## Igreja de N.ª S.ª do Pópulo
A Igreja de Nossa Senhora do Pópulo onde se encontra o Tríptico foi inicialmente traçada pelo arquitecto do Mosteiro da Batalha, Mateus Fernandes, inscrevendo-se no ciclo pré-manuelino, quando "[...] as formas orgânicas e a gramática decorativa denunciam o estilo nascente". A igreja tem nave única coberta por abóbada e capela-mor com abóbada de nervuras dela separada por arco triunfal policêntrico imitando efeitos de cortina onde está colocado o Tríptico de pintura quinhentista sobre madeira figurando episódios da Paixão de Cristo.